# Núi Korab

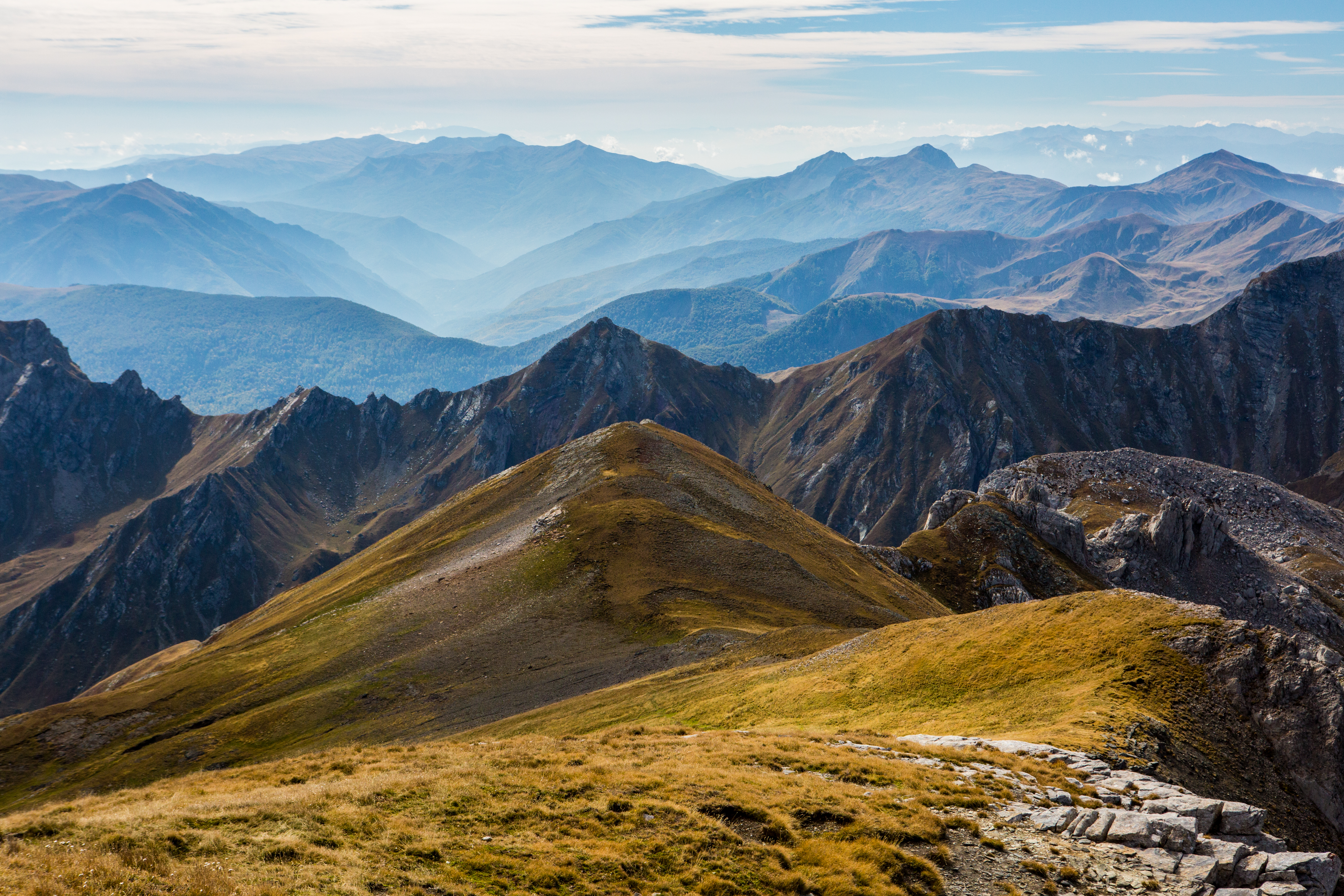
Nhìn về phía nam từ Korab

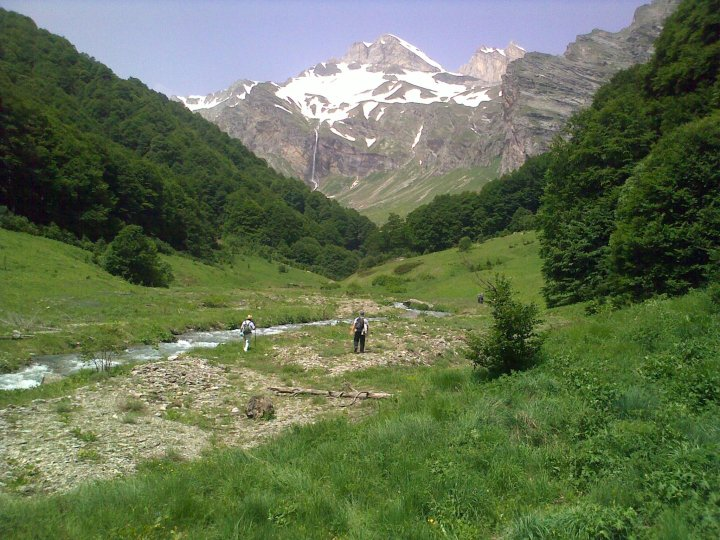
Thung lũng sông Dlaboka Reka với thác nước ở phía sau.

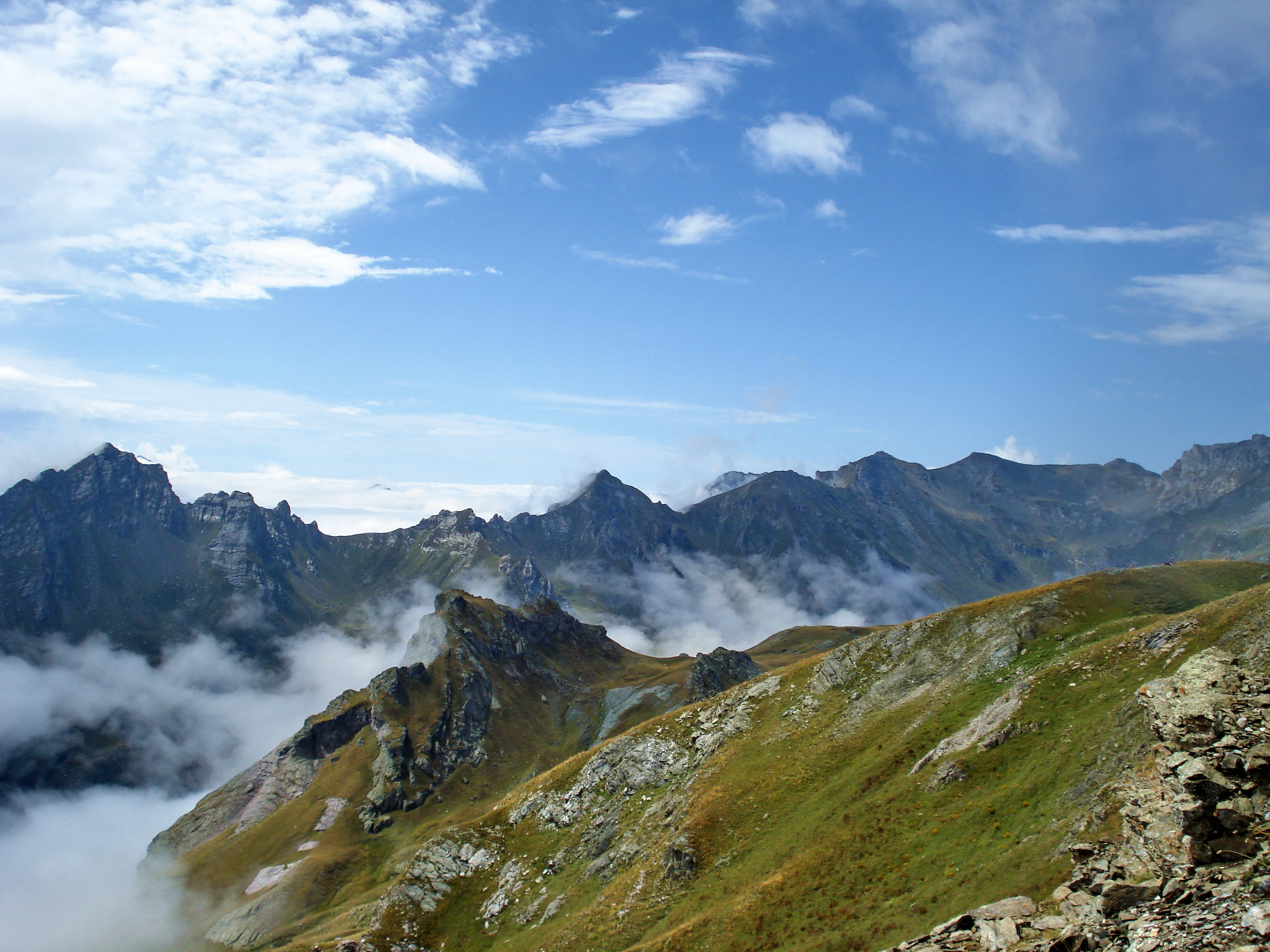
Phong cảnh núi Korab từ phía Macedonia.

Núi Korab (tiếng Albania: Maja e Korabit; tiếng Macedonia: Голем Кораб, Golem Korab) là núi cao nhất của Albania và Bắc Macedonia, đỉnh của nó nằm tại biên giới của hai quốc gia. Nó nằm lân cận với dãy núi Šar. Năm 2011, Albania tuyên bố rằng phần núi thuộc nước này là một phần Vườn tự nhiên Korab-Koritnik.
Núi Korab cũng hiện diện trên quốc huy Cộng hòa Macedonia.

## Đỉnh
Núi Korab có nhiều đỉnh con cao hơn 2000 mét. Số này bao gồm:
- Đỉnh Korab 2.764 m (9.068 ft)
- Korab II (đỉnh chưa có tên) 2.756 m (9.042 ft)
- Korab III (đỉnh chưa có tên) 2.724 m (8.937 ft)
- Korab Gates 2.727 m (8.947 ft)
- Maja e Moravës 2.718 m (8.917 ft)
- Shulani i Radomirës 2.716 m (8.911 ft)
- Korab Nhỏ 2.683 m (8.802 ft)

### Đèo
Có hai đèo chính ở Korab:
- Đèo Korab nhỏ 2.465 m (8.087 ft)
- Đèo Korab lớn 2.062 m (6.765 ft)